# جبيند
جبيند هي قرية في مقاطعة هشترود، إيران. عدد سكان هذه القرية هو 164 في سنة 2006.